# Ballyliffin Golf Club

Ballyliffin Golf Club is een golfclub in County Donegal, Ierland. Ballyliffin is een klein dorp in het noordwesten van het schiereiland Inishowen. Ze heeft twee 18-holes banen: de Old Links en de Glashedy Links. Het zijn de meest noordelijke golfbanen in Ierland.
De club werd in 1947 opgericht en op 2 mei 1948 werd de eerste golfbaan officieel in gebruik genomen, een baan met 9 holes. Later werd ze uitgebreid tot 18 holes. 
In 1993-1995 werd een nieuwe baan, de Glashedy Links, van 18 holes aangelegd die geschikt was voor internationale toernooien. De baan is een typische links-golfbaan in de duinen vlak bij de noordkust van Ierland.

## Toernooien
Op de Glashedy Links:
- 1998: Ladies Irish Open, gewonnen door de Zweedse Sophie Gustafson.
- 2002: North West of Ireland Open, gewonnen door de Zweed Adam Mednick.
- 2018: Iers Open, gewonnen door de Schot Russell Knox.